# Fechtweltmeisterschaften 1978
Die 29. Fechtweltmeisterschaft fand 1978 in der Alsterdorfer Sporthalle in Hamburg statt. Es wurden acht Wettbewerbe ausgetragen, sechs für Herren und zwei für Damen.

## Herren

### Florett, Einzel
| Platz | Land | Sportler           |
| ----- | ---- | ------------------ |
| 1     | FRA  | Didier Flament     |
| 2     | URS  | Alexander Romankow |
| 3     | FRG  | Harald Hein        |

### Florett, Mannschaft
| Platz | Land        | Sportler                                                                             |
| ----- | ----------- | ------------------------------------------------------------------------------------ |
| 1     | Polen       | Bogusław Zych, Adam Robak, Arkadiusz Godel, Marian Sypniewski, Leszek Martewicz      |
| 2     | Frankreich  | Didier Flament, Frédéric Pietruszka, Bruno Boscherie, Philippe Bonnin, Pascal Jolyot |
| 3     | Sowjetunion | Alexander Romankow, Wladimir Smirnow, Wladimir Denissow, Wladimir Lapizki            |

### Degen, Einzel
| Platz | Land | Sportler        |
| ----- | ---- | --------------- |
| 1     | FRG  | Alexander Pusch |
| 2     | FRA  | Philippe Riboud |
| 3     | SWE  | Hans Jacobson   |

### Degen, Mannschaft
| Platz | Land        | Sportler                                                                                   |
| ----- | ----------- | ------------------------------------------------------------------------------------------ |
| 1     | Ungarn      | Csaba Fenyvesi, Ernő Kolczonay, Jenő Pap, István Osztrics, Győző Kulcsár                   |
| 2     | Sowjetunion | Boris Lukomski, Aschot Karagjan, Leonid Dunajew, Alexander Abuschachmetow, Hondogo Valerij |
| 3     | Schweden    | Johan Harmenberg, Rolf Edling, Göran Malkar, Hans Jacobson                                 |

### Säbel, Einzel
| Platz | Land | Sportler           |
| ----- | ---- | ------------------ |
| 1     | URS  | Wiktor Krowopuskow |
| 2     | URS  | Michail Burzew     |
| 3     | ITA  | Michele Maffei     |

### Säbel, Mannschaft
| Platz | Land        | Sportler                                                                           |
| ----- | ----------- | ---------------------------------------------------------------------------------- |
| 1     | Ungarn      | Imre Gedővári, Pál Gerevich, Ferenc Hammang, Zoltán Nagyházi, György Nébald        |
| 2     | Sowjetunion | Michail Burzew, Wladimir Naslymow, Nikischin, Wiktor Baschenow, Wiktor Krowopuskow |
| 3     | Italien     | Michele Maffei, Angelo Arcidiacono, Mario Aldo Montano, Gianfranco Dalla Barba     |

## Damen

### Florett, Einzel
| Platz | Land | Sportlerin               |
| ----- | ---- | ------------------------ |
| 1     | URS  | Walentina Sidorowa       |
| 2     | TCH  | Katarína Lokšová-Ráczová |
| 3     | FRG  | Cornelia Hanisch         |

### Florett, Mannschaft
| Platz | Land        | Sportlerinnen                                                                        |
| ----- | ----------- | ------------------------------------------------------------------------------------ |
| 1     | Sowjetunion | Olga Knjasewa, Walentina Sidorowa, Nailja Giljasowa, Jelena Belowa                   |
| 2     | Polen       | Jolanta Królikowska, Barbara Wysoczańska, Agnieszka Dubrawska, Delfina Skabska-Holek |
| 3     | Rumänien    | Suzana Ardeleanu, Viorica Țurcanu, Magdalena Chezan, Marcela Moldovan-Zsak           |